# Condado de Adair (Iowa)
El condado de Adair (en inglés: Adair County, Iowa), fundado en 1851, es uno de los 99 condados del estado estadounidense de Iowa. En el año 2000 tenía una población de 8243 habitantes con una densidad poblacional de 6 personas por km². La sede del condado es Greenfield.

## Geografía
Según la Oficina del Censo, el condado tiene un área total de 1477 km² (570,3 mi²), de la cual 1474 km² (569,1 mi²) es tierra y 3 km² (1,2 mi²) es agua.

### Condados adyacentes
- Condado de Guthrie norte
- Condado de Madison este
- Condado de Union sureste
- Condado de Adams suroeste
- Condado de Cass oeste

## Demografía
En el 2000 la renta per cápita promedia del condado era de $35 179, y el ingreso promedio para una familia era de $42 884. El ingreso per cápita para el condado era de $17 262. En 2000 los hombres tenían un ingreso per cápita de $29 008 contra $21 680 para las mujeres. Alrededor del 7,60% de la población estaba bajo el umbral de pobreza nacional.
| 1900   | 1910   | 1920   | 1930   | 1940    | 1950   | 1960   | 1970 | 1980 | 1990 | 2000 |
| ------ | ------ | ------ | ------ | ------- | ------ | ------ | ---- | ---- | ---- | ---- |
| 16 192 | 14 420 | 14 259 | 13 891 | 13. 196 | 12 292 | 10 893 | 9487 | 9509 | 8409 | 8243 |

## Localidades

### Ciudades
Adair‡ |
Bridgewater |
Casey‡ |
Fontanelle |
Greenfield |
Orient |
Stuart‡ 

### Municipios
Eureka |
Grand River |
Greenfield |
Grove |
Harrison |
Jackson |
Jefferson |
Lee |
Lincoln |
Orient |
Prussia |
Richland |
Summerset |
Summit |
Union |
Walnut |
Washington 

### Principales carreteras
- Interestatal 80
- U.S. Route 6
- Carretera de Iowa 25
- Carretera de Iowa 92